# بيير روسو (سياسي)
بيير روسو (بالفرنسية: Pierre Waldeck-Rousseau )‏ (و. 1846 – 1904 م) هو سياسي، ومحامي فرنسي، ولد في نانت، توفي عن عمر يناهز 58 عاماً.

## مناصب
تولى منصب رئيس مجلس الوزراء (فرنسا) ‏ (22 يونيو 1899–7 يونيو 1902)، ونائب فرنسي، وعضو مجلس الشيوخ في الجمهورية الفرنسية الثالثة.

## روابط خارجية
- بيير روسو على موقع الموسوعة البريطانية (الإنجليزية)